# Кодзима, Химэко
Химэко Кодзима (яп. 小島 日女子 Кодзима Химэко) первая победительница конкурса красоты «Мисс Вселенная Японии» состоявшегося впервые в 1952 году и первая участница и представительница Японии на всемирном конкурсе красоты «Мисс Вселенная»,  впервые состоявшемся в том же году.
Первый конкурс «Мисс Вселенная Япония» состоялся в 1952 году в Японии в районе Тиёдо, Токио в здании отеля Hibiya Park Building на 6-м этаже, в котором приняли участие представительницы со всей Японии, в том числе Химэко Кодзима. В том же году 28 июля в США проходил впервые конкурс красоты «Мисс Вселенная»  в нём принимали участие 30 представительниц из 29 стран мира. В нём участвовала Химэко Кодзима как представительница Японии. Хоть она и не смогла получить корону мисс Вселенной, она получила не официальный специальный приз «Мисс Элегантность. Химэко Кодзима была родом из Осаки, на момент проведения конкурса ей было 20 лет, её рост составлял 168 см, вес 56 кг, основные три  размера 91 — 66 — 91.